# Seututie 522
Pour les articles homonymes, voir Route 522.
La route régionale 522 (finnois : Seututie 522) est une route régionale allant du village Hattuvaara de Ilomantsi jusqu'à Lieksa en Finlande,.

## Présentation
La route régionale 522 est à deux voies sur toute sa longueur et elle est très étroite à de nombreux endroits.
La route régionale 522 est la route régionale la plus orientale de la Finlande.
Elle fait partie de la route du poème et de la frontière.